# Anisette
Anisette – likier pochodzenia francuskiego o zawartości alkoholu 25-40%. Jest produkowany z likierów korzennych na bazie anyżu, oliwki anyżowej z dodatkiem aromatu kopru, goździków, bądź kolendry. Alkohol jest często używany z barach jako składnik koktajli.